# Smedsuddsbadet

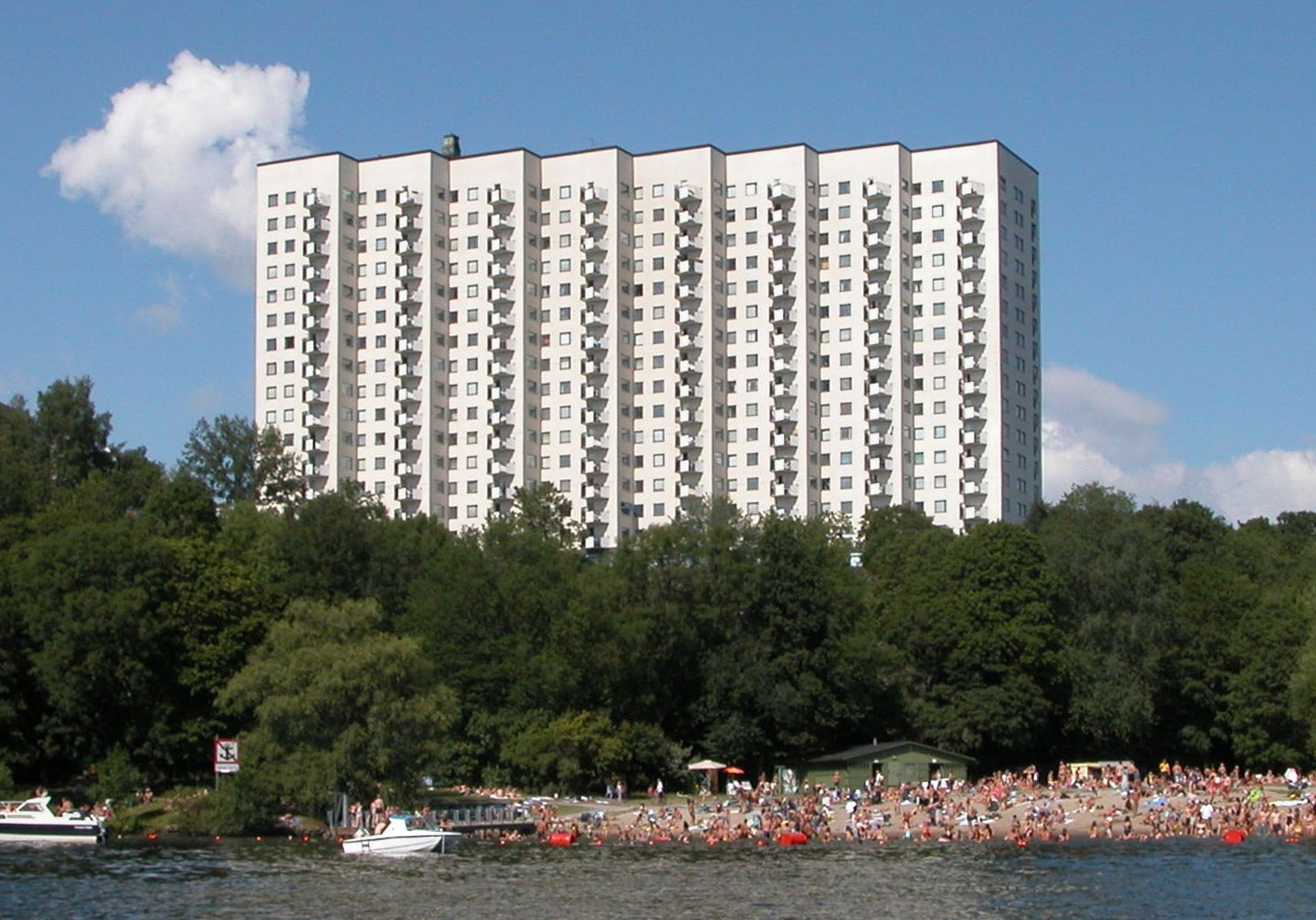
Ett fullsatt Smedsuddsbadet 10 augusti 2004. I bakgrunden reser sig Erlanderhuset.

Smedsuddsbadet är ett strandbad vid Smedsudden nära Rålambshovsparken på Kungsholmen i Stockholm. Badet invigdes 21 juni 1973 av borgarrådet Thorsten Sundström.

## Beskrivning
Vattenkvaliteten i östra Mälaren var som sämst en bit in på 1960-talet, men efter att avloppsvatten hade börjat renas i reningsverk, i bland annat Eolshälls reningsverk i början på årtiondet förbättrades kvaliteten snabbt för att en bit in på 1970-talet vara tjänligt nog för att Smedsuddsbadet skulle kunna anläggas.
Smedsuddsbadet ligger vid Riddarfjärden intill Västerbron nära Rålambshovsparken, med cirka 10 minuters promenad från T-banestation Fridhemsplan. Här finns förutom den lilla sandstranden en båtbrygga, gräsmatta, omklädningsrum och toaletter för både damer och herrar samt två utomhusduschar. På Smedsudden finns sommartid en kaffeservering i den gula trävillan, där även kanotklubben håller till. På andra sidan Riddarfjärden ligger Långholmen med Långholmsbadet.